# 봉일천초등학교
봉일천초등학교는 대한민국 경기도 파주시에 있는 초등학교다.

## 학교 연혁
- 1920년 5월 1일 : 봉일천공립보통학교 인가 (사립 파남학교)
- 1921년 4월 1일 : 4학급 편성, 개교
- 1986년 3월 13일 : 병설유치원 1학급 인가
- 1996년 3월 1일 : 봉일천초등학교로 개칭
- 2007년 3월 1일 : 영재학급 2학급 신설